# Kapel van Onze-Lieve-Vrouw van Vrede

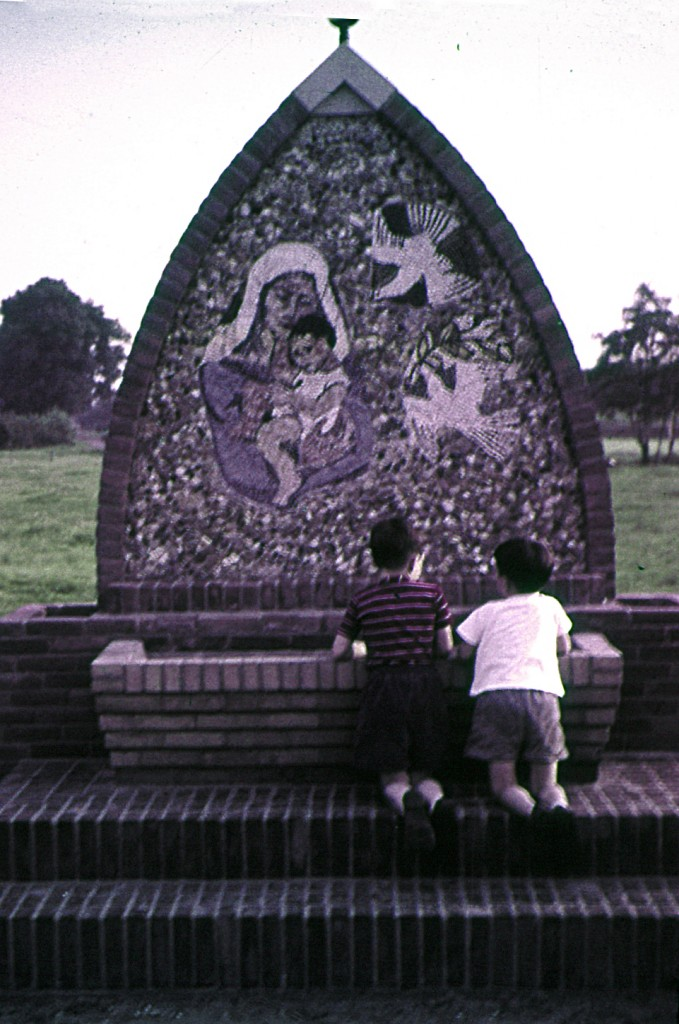
Originele kapel "Onze Lieve Vrouw van Vrede" in Haaksbergen

De Kapel van Onze-Lieve-Vrouw van Vrede stond in Haaksbergen aan de hoek van wat nu de Veldmaterstraat en de Wagnerstraat zijn. De oorspronkelijke kapel is in 1954 gebouwd op initiatief van kapelaan Jo Spekschate. In 1970 werd de kapel gesloopt omdat er een woonwijk werd gebouwd. In 2009 is op ongeveer dezelfde plek de kapel in oude stijl opnieuw opgebouwd door vrijwilligers van de vlakbij gelegen HH. Bonifatius en Gezellenkerk. Op 17 mei 2009 is de nieuwe kapel ingewijd door aartsbisschop Wim Eijk.